# Arduino Pavia Foot Ball Club 1927-1928
Questa voce raccoglie le informazioni riguardanti l'Arduino Pavia Foot Ball Club nelle competizioni ufficiali della stagione 1927-1928.

## Stagione
Dal 1924 al 1928 il calcio pavese, orfano del Pavia Foot Ball Club, ha vissuto con due società pavesi: "il Vittoria" e l'"Arduino". La prima fu fondata nel 1919 con colori rossoverdi, mentre la seconda fu fondata nel marzo 1921 con colori neroverdi.
Arduino era il cui nome della piazza in cui aveva sede l'Arduino-Pavia F.C. prima della fusione con il Vittoria.

## Rosa
| N. |                   | Ruolo | Calciatore       |
| -- | ----------------- | ----- | ---------------- |
|    | Italia (bandiera) | C     | Gino Bellotti    |
|    | Italia (bandiera) | D     | Carlo Boschetti  |
|    | Italia (bandiera) | D     | Busta            |
|    | Italia (bandiera) | D     | Carlo Calzati    |
|    | Italia (bandiera) | P     | Luigi Calzati    |
|    | Italia (bandiera) | C     | Ciro Campari     |
|    | Italia (bandiera) | C     | Angelo Carnevali |
|    | Italia (bandiera) | D     | Sergio Cavallini |

| N. |                   | Ruolo | Calciatore         |
| -- | ----------------- | ----- | ------------------ |
|    | Italia (bandiera) | C     | Angelo Cei         |
|    | Italia (bandiera) | A     | Cesare Del Nero    |
|    | Italia (bandiera) | C     | Mario Migliorini   |
|    | Italia (bandiera) | D     | Giovanni Molinari  |
|    | Italia (bandiera) | C     | Michele Rolle (II) |
|    | Italia (bandiera) | A     | Armando Seglie     |
|    | Italia (bandiera) | A     | Stradella          |
|    | Italia (bandiera) | P     | Ercole Vampa       |